# Kramerspitz
Kramerspitz (lub Kramer) – szczyt w Ammergauer Alpen, części Alp Bawarskich. Leży w Niemczech, w Austrii w kraju związkowym Tyrol, przy granicy z Austrią.
Wysokość szczytu wynosi 1985 m n.p.m.